# 8702 Nakanishi
8702 Nakanishi eller 1993 VX3 är en asteroid i huvudbältet som upptäcktes den 14 november 1993 av de båda japanska astronomerna Masanori Hirasawa och Shohei Suzuki vid Nyukasa-observatoriet. Den är uppkallad efter den japanske amatörastronomen Akio Nakanishi.